# Mecicobothriidae
Mecicobothriidae Holmberg, 1882 è una famiglia di ragni appartenente all'infraordine Mygalomorphae.

## Etimologia
Il nome deriva dal greco μηκικός, mikikòs cioè longitudinalmente, in senso longitudinale e βοθρεύειν, bothrèueiv, cioè scavare una buca, una fossa, per la forma e l'orientamento della tana, ed il suffisso -idae, che designa l'appartenenza ad una famiglia.

## Caratteristiche
Sono noti comunemente come tarantole nane, in quanto il loro aspetto è molto simile a quello delle tarantole propriamente dette, anche se in scala più ridotta. La grandezza media, infatti, è di 1 centimetro e raramente superano i 2. Hanno cheliceri rivolti verso il basso, caratteristica dei ragni più primitivi e filiere piccolissime.

## Comportamento
Costruiscono le loro tele in prossimità di fessure nelle rocce, sotto pietre o altri oggetti in pezzi sparsi, delimitando così una certa porzione di territorio e offrendo poco scampo a chi vi incappa. Probabilmente anche le tecniche predatorie sono simili ad altri ragni che costruiscono ragnatele imbutiformi.

## Distribuzione
Le due specie, Mecicobothrium baccai e Mecicobothrium thorelli sono state rinvenute nell'Argentina e nell'Uruguay.

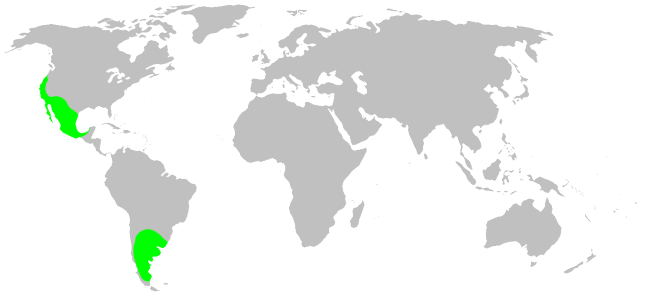
Mecicobothriidae, distribuzione

## Tassonomia
Questa famiglia è considerata sinonimo anteriore di Hexuridae a seguito di un lavoro degli aracnologi Gertsch e Platnick del 1979. Un lavoro degli aracnologi Hedin et al., del 2019 ha portato ad una completa revisione di questa famiglia e al trasferimento di 3/4 dei suoi generi in tre famiglie diverse..
Attualmente, a novembre 2020, si compone di un genere e due specie viventi e di due generi fossili:
- Mecicobothrium Holmberg, 1882

### Generi fossili
- - †Cretohexura Eskov & Zonstein, 1990
  - †Cretomegahexura Eskov & Zonstein, 1990

### Generi trasferiti
- Hexura Simon, 1884 - trasferita alla famiglia Antrodiaetidae dal 2019.
- Hexurella Gertsch & Platnick, 1979 - trasferita alla famiglia Hexurellidae dal 2019.
- Megahexura Kaston, 1972 - trasferita alla famiglia Megahexuridae dal 2019.